# Ganonema pallidum
Ganonema pallidum är en nattsländeart som beskrevs av Martynov 1935. Ganonema pallidum ingår i släktet Ganonema och familjen Calamoceratidae. Inga underarter finns listade i Catalogue of Life.